# Озера Руанди

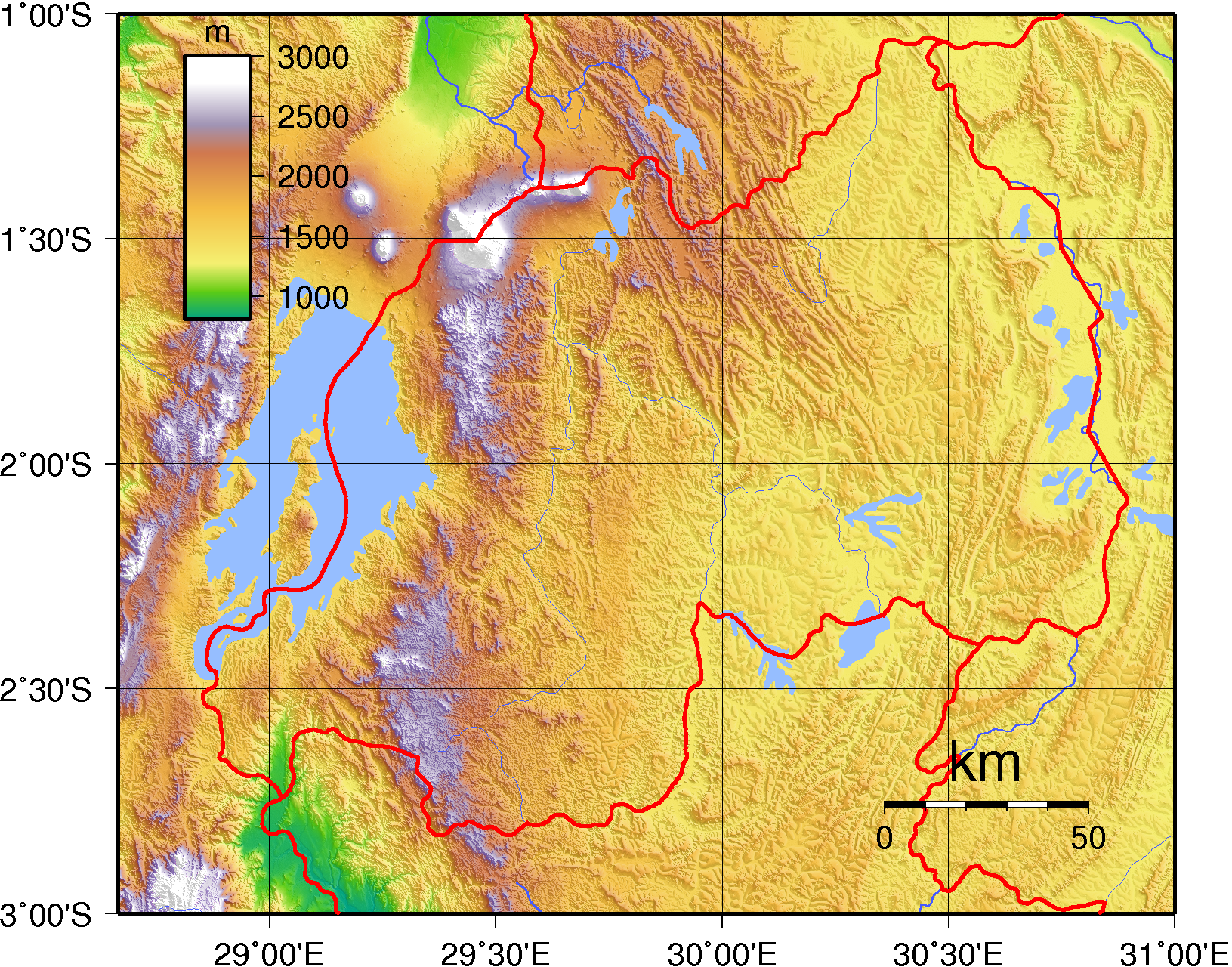
Карта Руанди

У Руанді розташовано 8 великих постійних озер:
- Ківу (озеро) — на кордоні Демократичної Республіки Конго і Руанди, у Великому Західному грабені. Одне з Великих Африканських озер.
- Мугазі (озеро) — площа складає 830 км², площа поверхні 33 км², найбільша ширина — 600 метрів.
- Ігема (озеро) — в околицях озера розвинений туризм, розташований Національний парк Акагера.
- Рверу (озеро) — на кордоні з Бурунді.
- Бурера (озеро) — на північному заході.
- Ругондо (озеро) — на північному заході.
- Муґесера — у Східній провінції.
- Чиохола — у Східній провінції.

Біля Рверу також зосереджено багато малих гірських озер.